# Jaquirana
Jaquirana är en kommun i Brasilien.   Den ligger i delstaten Rio Grande do Sul, i den södra delen av landet, 1 500 km söder om huvudstaden Brasília. Antalet invånare är 4 177.
I omgivningarna runt Jaquirana växer i huvudsak städsegrön lövskog. Runt Jaquirana är det mycket glesbefolkat, med 5 invånare per kvadratkilometer.